# Härstorpssjön
Härstorpssjön är en sjö i Ronneby kommun i Blekinge och ingår i Ronnebyån-Vierydsåns kustområde. Sjön är 7,8 meter djup, har en yta på 0,423 kvadratkilometer och är belägen 17,1 meter över havet. Sjön avvattnas av vattendraget Risanäsbäcken.

## Delavrinningsområde
Härstorpssjön ingår i det delavrinningsområde (622811-146567) som SMHI kallar för Mynnar i havet. Medelhöjden är 29 meter över havet och ytan är 5,47 kvadratkilometer. Det finns inga avrinningsområden uppströms utan avrinningsområdet är högsta punkten. Avrinningsområdets utflöde Risanäsbäcken mynnar i havet. Avrinningsområdet består mestadels av skog (68 procent). Avrinningsområdet har 0,42 kvadratkilometer vattenytor vilket ger det en sjöprocent på 7,6 procent. Bebyggelsen i området täcker en yta av 0,41 kvadratkilometer eller 7 procent av avrinningsområdet.